# Everton Camargo
Everton Camargo (tiếng Trung: 艾華頓; sinh ngày 25 tháng 5 năm 1991) là một cầu thủ bóng đá Brasil hiện tại thi đấu cho câu lạc bộ tại Giải bóng đá ngoại hạng Hồng Kông Yuen Long.

## Sự nghiệp
Camargo ký hợp đồng với BC Glory Sky vào mùa hè năm 2016.
Ngày 15 tháng 7 năm 2017, Yuen Long thông báo vụ chuyển nhượng của Everton với tư cách cầu thủ tự do trong sự kiện khởi đầu mùa giải 2017-18. Anh giành chức vô địch Senior Shield 2017–18 khi thi đấu cho câu lạc bộ.

## Thống kê

### Quốc tế
Tính đến ngày 23 tháng 1 năm 2024
| Đội tuyển quốc gia | Năm       | Trận | Bàn |
| ------------------ | --------- | ---- | --- |
| Hồng Kông          | 2023      | 4    | 4   |
| Hồng Kông          | 2024      | 4    | 0   |
| Tổng cộng          | Tổng cộng | 8    | 4   |

| # | Ngày                 | Địa điểm                                               | Đối thủ      | Bàn thắng | Kết quả | Giải đấu                      |
| - | -------------------- | ------------------------------------------------------ | ------------ | --------- | ------- | ----------------------------- |
| 1 | 7 tháng 9 năm 2023   | Sân vận động Olympic Phnôm Pênh, Phnôm Pênh, Campuchia | Campuchia    | 1–1       | 1       | Giao hữu                      |
| 2 | 11 tháng 9 năm 2023  | Sân vận động Hồng Kông, Tảo Can Bộ, Hồng Kông          | Brunei       | 10–0      | 2       | Giao hữu                      |
| 3 | 12 tháng 10 năm 2023 | Sân vận động Hồng Kông, Tảo Can Bộ, Hồng Kông          | Bhutan       | 4–0       | 0       | Vòng loại FIFA World Cup 2026 |
| 4 | 21 tháng 11 năm 2023 | Sân vận động Hồng Kông, Tảo Can Bộ, Hồng Kông          | Turkmenistan | 2–2       | 1       | Vòng loại FIFA World Cup 2026 |
| 5 | 1 tháng 1 năm 2024   | Sân vạn động Baniyas, Abu Dhabi, UAE                   | Trung Quốc   | 2–1       | 0       | Giao hữu                      |

## Danh hiệu
Yuen Long
- Hồng Kông Senior Shield: 2017–18